# Josephine van Denemarken
Josephine Sophia Ivalo Mathilda (Kopenhagen, 8 januari 2011) Prinses van Denemarken, gravin van Monpezat.
Zij is het vierde kind en de jongste dochter van koning Frederik X en koningin Mary. Zij is tevens het zevende kleinkind van de voormalig Deense koningin Margrethe II. Prinses Josephine is de tweelingzus van prins Vincent. De prinses is vierde in rij voor de Deense troonopvolging, na haar oudere broers prins Christian en prins Vincent en haar zus prinses Isabella. Ook is prinses Josephine gravin van Monpezat, echter kunnen alleen haar broers deze titel overdragen aan hun kinderen.
Op 14 januari 2024 werd prinses Josephine op de dag van de troonswisseling onderscheiden als Ridder in de Orde van de Olifant.

## Kwartierstaat
| Christiaan X van Denemarken (1870-1847) | Christiaan X van Denemarken (1870-1847) | Christiaan X van Denemarken (1870-1847)                  | Christiaan X van Denemarken (1870-1847)                  | Christiaan X van Denemarken (1870-1847)                  | Christiaan X van Denemarken (1870-1847)                  |                                                          |                                                          | Gustaaf VI Adolf van Zweden (1882-1973) | Gustaaf VI Adolf van Zweden (1882-1973) | Gustaaf VI Adolf van Zweden (1882-1973) | Gustaaf VI Adolf van Zweden (1882-1973) | Gustaaf VI Adolf van Zweden (1882-1973) | Gustaaf VI Adolf van Zweden (1882-1973) |                                      |                                      | Henri de Laborde de Monpezat (1868-1929) | Henri de Laborde de Monpezat (1868-1929) | Henri de Laborde de Monpezat (1868-1929) | Henri de Laborde de Monpezat (1868-1929) | Henri de Laborde de Monpezat (1868-1929) | Henri de Laborde de Monpezat (1868-1929) |                                          |                                          | Pierre Maurice Daniel Doursenot (1883-1916) | Pierre Maurice Daniel Doursenot (1883-1916) | Pierre Maurice Daniel Doursenot (1883-1916) | Pierre Maurice Daniel Doursenot (1883-1916) | Pierre Maurice Daniel Doursenot (1883-1916) | Pierre Maurice Daniel Doursenot (1883-1916) |                            |                            | Alexander Donaldson (geschat 1858-1912) | Alexander Donaldson (geschat 1858-1912) | Alexander Donaldson (geschat 1858-1912)  | Alexander Donaldson (geschat 1858-1912)  | Alexander Donaldson (geschat 1858-1912)  | Alexander Donaldson (geschat 1858-1912)  |                                          |                                          | John Dalgleish (1878-1951)           | John Dalgleish (1878-1951)           | John Dalgleish (1878-1951)                     | John Dalgleish (1878-1951)                     | John Dalgleish (1878-1951)                     | John Dalgleish (1878-1951)                     |                                                |                                                | John Thomas Tait Horne (1886-?) | John Thomas Tait Horne (1886-?) | John Thomas Tait Horne (1886-?)   | John Thomas Tait Horne (1886-?)   | John Thomas Tait Horne (1886-?)   | John Thomas Tait Horne (1886-?)   |                                   |                                   | William Melrose (1890-1954)          | William Melrose (1890-1954)          | William Melrose (1890-1954)          | William Melrose (1890-1954)          | William Melrose (1890-1954)          | William Melrose (1890-1954)          |                                      |                                      |  |  |  |  |  |  |  |  |  |  |  |  |  |  |  |  |  |  |  |  |  |  |  |  |  |  |  |  |  |  |  |  |  |  |  |  |  |  |  |  |  |  |  |  |  |  |
| Christiaan X van Denemarken (1870-1847) | Christiaan X van Denemarken (1870-1847) | Christiaan X van Denemarken (1870-1847)                  | Christiaan X van Denemarken (1870-1847)                  | Christiaan X van Denemarken (1870-1847)                  | Christiaan X van Denemarken (1870-1847)                  |                                                          |                                                          | Gustaaf VI Adolf van Zweden (1882-1973) | Gustaaf VI Adolf van Zweden (1882-1973) | Gustaaf VI Adolf van Zweden (1882-1973) | Gustaaf VI Adolf van Zweden (1882-1973) | Gustaaf VI Adolf van Zweden (1882-1973) | Gustaaf VI Adolf van Zweden (1882-1973) |                                      |                                      | Henri de Laborde de Monpezat (1868-1929) | Henri de Laborde de Monpezat (1868-1929) | Henri de Laborde de Monpezat (1868-1929) | Henri de Laborde de Monpezat (1868-1929) | Henri de Laborde de Monpezat (1868-1929) | Henri de Laborde de Monpezat (1868-1929) |                                          |                                          | Pierre Maurice Daniel Doursenot (1883-1916) | Pierre Maurice Daniel Doursenot (1883-1916) | Pierre Maurice Daniel Doursenot (1883-1916) | Pierre Maurice Daniel Doursenot (1883-1916) | Pierre Maurice Daniel Doursenot (1883-1916) | Pierre Maurice Daniel Doursenot (1883-1916) |                            |                            | Alexander Donaldson (geschat 1858-1912) | Alexander Donaldson (geschat 1858-1912) | Alexander Donaldson (geschat 1858-1912)  | Alexander Donaldson (geschat 1858-1912)  | Alexander Donaldson (geschat 1858-1912)  | Alexander Donaldson (geschat 1858-1912)  |                                          |                                          | John Dalgleish (1878-1951)           | John Dalgleish (1878-1951)           | John Dalgleish (1878-1951)                     | John Dalgleish (1878-1951)                     | John Dalgleish (1878-1951)                     | John Dalgleish (1878-1951)                     |                                                |                                                | John Thomas Tait Horne (1886-?) | John Thomas Tait Horne (1886-?) | John Thomas Tait Horne (1886-?)   | John Thomas Tait Horne (1886-?)   | John Thomas Tait Horne (1886-?)   | John Thomas Tait Horne (1886-?)   |                                   |                                   | William Melrose (1890-1954)          | William Melrose (1890-1954)          | William Melrose (1890-1954)          | William Melrose (1890-1954)          | William Melrose (1890-1954)          | William Melrose (1890-1954)          |                                      |                                      |  |  |  |  |  |  |  |  |  |  |  |  |  |  |  |  |  |  |  |  |  |  |  |  |  |  |  |  |  |  |  |  |  |  |  |  |  |  |  |  |  |  |  |  |  |  |
|                                         |                                         | Alexandrine Augusta van Mecklenburg-Schwerin (1879-1952) | Alexandrine Augusta van Mecklenburg-Schwerin (1879-1952) | Alexandrine Augusta van Mecklenburg-Schwerin (1879-1952) | Alexandrine Augusta van Mecklenburg-Schwerin (1879-1952) | Alexandrine Augusta van Mecklenburg-Schwerin (1879-1952) | Alexandrine Augusta van Mecklenburg-Schwerin (1879-1952) |                                         |                                         | Margaretha van Connaught (1882-1920)    | Margaretha van Connaught (1882-1920)    | Margaretha van Connaught (1882-1920)    | Margaretha van Connaught (1882-1920)    | Margaretha van Connaught (1882-1920) | Margaretha van Connaught (1882-1920) |                                          |                                          | Henriette Hallberg (1880-1973)           | Henriette Hallberg (1880-1973)           | Henriette Hallberg (1880-1973)           | Henriette Hallberg (1880-1973)           | Henriette Hallberg (1880-1973)           | Henriette Hallberg (1880-1973)           |                                             |                                             | Marguerite Gay (1883-1974)                  | Marguerite Gay (1883-1974)                  | Marguerite Gay (1883-1974)                  | Marguerite Gay (1883-1974)                  | Marguerite Gay (1883-1974) | Marguerite Gay (1883-1974) |                                         |                                         | Jeannie Donaldson (Stevenson) (onbekend) | Jeannie Donaldson (Stevenson) (onbekend) | Jeannie Donaldson (Stevenson) (onbekend) | Jeannie Donaldson (Stevenson) (onbekend) | Jeannie Donaldson (Stevenson) (onbekend) | Jeannie Donaldson (Stevenson) (onbekend) |                                      |                                      | Barbara McDonald Dalgleish (geschat 1848-1908) | Barbara McDonald Dalgleish (geschat 1848-1908) | Barbara McDonald Dalgleish (geschat 1848-1908) | Barbara McDonald Dalgleish (geschat 1848-1908) | Barbara McDonald Dalgleish (geschat 1848-1908) | Barbara McDonald Dalgleish (geschat 1848-1908) |                                 |                                 | Henrietta Clark (1887-?)          | Henrietta Clark (1887-?)          | Henrietta Clark (1887-?)          | Henrietta Clark (1887-?)          | Henrietta Clark (1887-?)          | Henrietta Clark (1887-?)          |                                      |                                      | Catherine Chalmers Smith (1893-1937) | Catherine Chalmers Smith (1893-1937) | Catherine Chalmers Smith (1893-1937) | Catherine Chalmers Smith (1893-1937) | Catherine Chalmers Smith (1893-1937) | Catherine Chalmers Smith (1893-1937) |  |  |  |  |  |  |  |  |  |  |  |  |  |  |  |  |  |  |  |  |  |  |  |  |  |  |  |  |  |  |  |  |  |  |  |  |  |  |  |  |  |  |  |  |  |  |
|                                         |                                         | Alexandrine Augusta van Mecklenburg-Schwerin (1879-1952) | Alexandrine Augusta van Mecklenburg-Schwerin (1879-1952) | Alexandrine Augusta van Mecklenburg-Schwerin (1879-1952) | Alexandrine Augusta van Mecklenburg-Schwerin (1879-1952) | Alexandrine Augusta van Mecklenburg-Schwerin (1879-1952) | Alexandrine Augusta van Mecklenburg-Schwerin (1879-1952) |                                         |                                         | Margaretha van Connaught (1882-1920)    | Margaretha van Connaught (1882-1920)    | Margaretha van Connaught (1882-1920)    | Margaretha van Connaught (1882-1920)    | Margaretha van Connaught (1882-1920) | Margaretha van Connaught (1882-1920) |                                          |                                          | Henriette Hallberg (1880-1973)           | Henriette Hallberg (1880-1973)           | Henriette Hallberg (1880-1973)           | Henriette Hallberg (1880-1973)           | Henriette Hallberg (1880-1973)           | Henriette Hallberg (1880-1973)           |                                             |                                             | Marguerite Gay (1883-1974)                  | Marguerite Gay (1883-1974)                  | Marguerite Gay (1883-1974)                  | Marguerite Gay (1883-1974)                  | Marguerite Gay (1883-1974) | Marguerite Gay (1883-1974) |                                         |                                         | Jeannie Donaldson (Stevenson) (onbekend) | Jeannie Donaldson (Stevenson) (onbekend) | Jeannie Donaldson (Stevenson) (onbekend) | Jeannie Donaldson (Stevenson) (onbekend) | Jeannie Donaldson (Stevenson) (onbekend) | Jeannie Donaldson (Stevenson) (onbekend) |                                      |                                      | Barbara McDonald Dalgleish (geschat 1848-1908) | Barbara McDonald Dalgleish (geschat 1848-1908) | Barbara McDonald Dalgleish (geschat 1848-1908) | Barbara McDonald Dalgleish (geschat 1848-1908) | Barbara McDonald Dalgleish (geschat 1848-1908) | Barbara McDonald Dalgleish (geschat 1848-1908) |                                 |                                 | Henrietta Clark (1887-?)          | Henrietta Clark (1887-?)          | Henrietta Clark (1887-?)          | Henrietta Clark (1887-?)          | Henrietta Clark (1887-?)          | Henrietta Clark (1887-?)          |                                      |                                      | Catherine Chalmers Smith (1893-1937) | Catherine Chalmers Smith (1893-1937) | Catherine Chalmers Smith (1893-1937) | Catherine Chalmers Smith (1893-1937) | Catherine Chalmers Smith (1893-1937) | Catherine Chalmers Smith (1893-1937) |  |  |  |  |  |  |  |  |  |  |  |  |  |  |  |  |  |  |  |  |  |  |  |  |  |  |  |  |  |  |  |  |  |  |  |  |  |  |  |  |  |  |  |  |  |  |
| Frederik IX van Denemarken (1899-1972)  | Frederik IX van Denemarken (1899-1972)  | Frederik IX van Denemarken (1899-1972)                   | Frederik IX van Denemarken (1899-1972)                   | Frederik IX van Denemarken (1899-1972)                   | Frederik IX van Denemarken (1899-1972)                   |                                                          |                                                          | Ingrid van Zweden (1910-2000)           | Ingrid van Zweden (1910-2000)           | Ingrid van Zweden (1910-2000)           | Ingrid van Zweden (1910-2000)           | Ingrid van Zweden (1910-2000)           | Ingrid van Zweden (1910-2000)           |                                      |                                      | André de Laborde de Monpezat (1907-1998) | André de Laborde de Monpezat (1907-1998) | André de Laborde de Monpezat (1907-1998) | André de Laborde de Monpezat (1907-1998) | André de Laborde de Monpezat (1907-1998) | André de Laborde de Monpezat (1907-1998) |                                          |                                          | Renée-Yvonne Doursennot (1908-2001)         | Renée-Yvonne Doursennot (1908-2001)         | Renée-Yvonne Doursennot (1908-2001)         | Renée-Yvonne Doursennot (1908-2001)         | Renée-Yvonne Doursennot (1908-2001)         | Renée-Yvonne Doursennot (1908-2001)         |                            |                            | Peter Donaldson (1911-1978)             | Peter Donaldson (1911-1978)             | Peter Donaldson (1911-1978)              | Peter Donaldson (1911-1978)              | Peter Donaldson (1911-1978)              | Peter Donaldson (1911-1978)              |                                          |                                          | Mary Donalds (Dalgleish) (1914-2002) | Mary Donalds (Dalgleish) (1914-2002) | Mary Donalds (Dalgleish) (1914-2002)           | Mary Donalds (Dalgleish) (1914-2002)           | Mary Donalds (Dalgleish) (1914-2002)           | Mary Donalds (Dalgleish) (1914-2002)           |                                                |                                                | Archibald Horne (1911-1974)     | Archibald Horne (1911-1974)     | Archibald Horne (1911-1974)       | Archibald Horne (1911-1974)       | Archibald Horne (1911-1974)       | Archibald Horne (1911-1974)       |                                   |                                   | Elizabeth Gibson Melrose (1916-1958) | Elizabeth Gibson Melrose (1916-1958) | Elizabeth Gibson Melrose (1916-1958) | Elizabeth Gibson Melrose (1916-1958) | Elizabeth Gibson Melrose (1916-1958) | Elizabeth Gibson Melrose (1916-1958) |                                      |                                      |  |  |  |  |  |  |  |  |  |  |  |  |  |  |  |  |  |  |  |  |  |  |  |  |  |  |  |  |  |  |  |  |  |  |  |  |  |  |  |  |  |  |  |  |  |  |
| Frederik IX van Denemarken (1899-1972)  | Frederik IX van Denemarken (1899-1972)  | Frederik IX van Denemarken (1899-1972)                   | Frederik IX van Denemarken (1899-1972)                   | Frederik IX van Denemarken (1899-1972)                   | Frederik IX van Denemarken (1899-1972)                   |                                                          |                                                          | Ingrid van Zweden (1910-2000)           | Ingrid van Zweden (1910-2000)           | Ingrid van Zweden (1910-2000)           | Ingrid van Zweden (1910-2000)           | Ingrid van Zweden (1910-2000)           | Ingrid van Zweden (1910-2000)           |                                      |                                      | André de Laborde de Monpezat (1907-1998) | André de Laborde de Monpezat (1907-1998) | André de Laborde de Monpezat (1907-1998) | André de Laborde de Monpezat (1907-1998) | André de Laborde de Monpezat (1907-1998) | André de Laborde de Monpezat (1907-1998) |                                          |                                          | Renée-Yvonne Doursennot (1908-2001)         | Renée-Yvonne Doursennot (1908-2001)         | Renée-Yvonne Doursennot (1908-2001)         | Renée-Yvonne Doursennot (1908-2001)         | Renée-Yvonne Doursennot (1908-2001)         | Renée-Yvonne Doursennot (1908-2001)         |                            |                            | Peter Donaldson (1911-1978)             | Peter Donaldson (1911-1978)             | Peter Donaldson (1911-1978)              | Peter Donaldson (1911-1978)              | Peter Donaldson (1911-1978)              | Peter Donaldson (1911-1978)              |                                          |                                          | Mary Donalds (Dalgleish) (1914-2002) | Mary Donalds (Dalgleish) (1914-2002) | Mary Donalds (Dalgleish) (1914-2002)           | Mary Donalds (Dalgleish) (1914-2002)           | Mary Donalds (Dalgleish) (1914-2002)           | Mary Donalds (Dalgleish) (1914-2002)           |                                                |                                                | Archibald Horne (1911-1974)     | Archibald Horne (1911-1974)     | Archibald Horne (1911-1974)       | Archibald Horne (1911-1974)       | Archibald Horne (1911-1974)       | Archibald Horne (1911-1974)       |                                   |                                   | Elizabeth Gibson Melrose (1916-1958) | Elizabeth Gibson Melrose (1916-1958) | Elizabeth Gibson Melrose (1916-1958) | Elizabeth Gibson Melrose (1916-1958) | Elizabeth Gibson Melrose (1916-1958) | Elizabeth Gibson Melrose (1916-1958) |                                      |                                      |  |  |  |  |  |  |  |  |  |  |  |  |  |  |  |  |  |  |  |  |  |  |  |  |  |  |  |  |  |  |  |  |  |  |  |  |  |  |  |  |  |  |  |  |  |  |
|                                         |                                         |                                                          |                                                          |                                                          |                                                          |                                                          |                                                          |                                         |                                         |                                         |                                         |                                         |                                         |                                      |                                      |                                          |                                          |                                          |                                          |                                          |                                          |                                          |                                          |                                             |                                             |                                             |                                             |                                             |                                             |                            |                            |                                         |                                         |                                          |                                          |                                          |                                          |                                          |                                          |                                      |                                      |                                                |                                                |                                                |                                                |                                                |                                                |                                 |                                 |                                   |                                   |                                   |                                   |                                   |                                   |                                      |                                      |                                      |                                      |                                      |                                      |                                      |                                      |  |  |  |  |  |  |  |  |  |  |  |  |  |  |  |  |  |  |  |  |  |  |  |  |  |  |  |  |  |  |  |  |  |  |  |  |  |  |  |  |  |  |  |  |  |  |
|                                         |                                         |                                                          |                                                          |                                                          |                                                          | Margrethe II van Denemarken (1940-)                      | Margrethe II van Denemarken (1940-)                      | Margrethe II van Denemarken (1940-)     | Margrethe II van Denemarken (1940-)     | Margrethe II van Denemarken (1940-)     | Margrethe II van Denemarken (1940-)     |                                         |                                         |                                      |                                      |                                          |                                          | Henri de Laborde de Monpezat (1934-2018) | Henri de Laborde de Monpezat (1934-2018) | Henri de Laborde de Monpezat (1934-2018) | Henri de Laborde de Monpezat (1934-2018) | Henri de Laborde de Monpezat (1934-2018) | Henri de Laborde de Monpezat (1934-2018) |                                             |                                             |                                             |                                             |                                             |                                             |                            |                            |                                         |                                         |                                          |                                          |                                          |                                          | John Dalgleish Donaldson (1941-)         | John Dalgleish Donaldson (1941-)         | John Dalgleish Donaldson (1941-)     | John Dalgleish Donaldson (1941-)     | John Dalgleish Donaldson (1941-)               | John Dalgleish Donaldson (1941-)               |                                                |                                                |                                                |                                                |                                 |                                 | Henrietta Clark Horne (1942-1997) | Henrietta Clark Horne (1942-1997) | Henrietta Clark Horne (1942-1997) | Henrietta Clark Horne (1942-1997) | Henrietta Clark Horne (1942-1997) | Henrietta Clark Horne (1942-1997) |                                      |                                      |                                      |                                      |                                      |                                      |                                      |                                      |  |  |  |  |  |  |  |  |  |  |  |  |  |  |  |  |  |  |  |  |  |  |  |  |  |  |  |  |  |  |  |  |  |  |  |  |  |  |  |  |  |  |  |  |  |  |
|                                         |                                         |                                                          |                                                          |                                                          |                                                          | Margrethe II van Denemarken (1940-)                      | Margrethe II van Denemarken (1940-)                      | Margrethe II van Denemarken (1940-)     | Margrethe II van Denemarken (1940-)     | Margrethe II van Denemarken (1940-)     | Margrethe II van Denemarken (1940-)     |                                         |                                         |                                      |                                      |                                          |                                          | Henri de Laborde de Monpezat (1934-2018) | Henri de Laborde de Monpezat (1934-2018) | Henri de Laborde de Monpezat (1934-2018) | Henri de Laborde de Monpezat (1934-2018) | Henri de Laborde de Monpezat (1934-2018) | Henri de Laborde de Monpezat (1934-2018) |                                             |                                             |                                             |                                             |                                             |                                             |                            |                            |                                         |                                         |                                          |                                          |                                          |                                          | John Dalgleish Donaldson (1941-)         | John Dalgleish Donaldson (1941-)         | John Dalgleish Donaldson (1941-)     | John Dalgleish Donaldson (1941-)     | John Dalgleish Donaldson (1941-)               | John Dalgleish Donaldson (1941-)               |                                                |                                                |                                                |                                                |                                 |                                 | Henrietta Clark Horne (1942-1997) | Henrietta Clark Horne (1942-1997) | Henrietta Clark Horne (1942-1997) | Henrietta Clark Horne (1942-1997) | Henrietta Clark Horne (1942-1997) | Henrietta Clark Horne (1942-1997) |                                      |                                      |                                      |                                      |                                      |                                      |                                      |                                      |  |  |  |  |  |  |  |  |  |  |  |  |  |  |  |  |  |  |  |  |  |  |  |  |  |  |  |  |  |  |  |  |  |  |  |  |  |  |  |  |  |  |  |  |  |  |
|                                         |                                         |                                                          |                                                          |                                                          |                                                          |                                                          |                                                          |                                         |                                         |                                         |                                         |                                         |                                         |                                      |                                      |                                          |                                          |                                          |                                          |                                          |                                          |                                          |                                          |                                             |                                             |                                             |                                             |                                             |                                             |                            |                            |                                         |                                         |                                          |                                          |                                          |                                          |                                          |                                          |                                      |                                      |                                                |                                                |                                                |                                                |                                                |                                                |                                 |                                 |                                   |                                   |                                   |                                   |                                   |                                   |                                      |                                      |                                      |                                      |                                      |                                      |                                      |                                      |  |  |  |  |  |  |  |  |  |  |  |  |  |  |  |  |  |  |  |  |  |  |  |  |  |  |  |  |  |  |  |  |  |  |  |  |  |  |  |  |  |  |  |  |  |  |
|                                         |                                         |                                                          |                                                          |                                                          |                                                          |                                                          |                                                          |                                         |                                         |                                         |                                         |                                         |                                         |                                      |                                      | Frederik X van Denemarken (1968–)        | Frederik X van Denemarken (1968–)        | Frederik X van Denemarken (1968–)        | Frederik X van Denemarken (1968–)        | Frederik X van Denemarken (1968–)        | Frederik X van Denemarken (1968–)        |                                          |                                          |                                             |                                             |                                             |                                             |                                             |                                             |                            |                            |                                         |                                         |                                          |                                          |                                          |                                          |                                          |                                          | Mary Donaldson (1972-)               | Mary Donaldson (1972-)               | Mary Donaldson (1972-)                         | Mary Donaldson (1972-)                         | Mary Donaldson (1972-)                         | Mary Donaldson (1972-)                         |                                                |                                                |                                 |                                 |                                   |                                   |                                   |                                   |                                   |                                   |                                      |                                      |                                      |                                      |                                      |                                      |                                      |                                      |  |  |  |  |  |  |  |  |  |  |  |  |  |  |  |  |  |  |  |  |  |  |  |  |  |  |  |  |  |  |  |  |  |  |  |  |  |  |  |  |  |  |  |  |  |  |
|                                         |                                         |                                                          |                                                          |                                                          |                                                          |                                                          |                                                          |                                         |                                         |                                         |                                         |                                         |                                         |                                      |                                      | Frederik X van Denemarken (1968–)        | Frederik X van Denemarken (1968–)        | Frederik X van Denemarken (1968–)        | Frederik X van Denemarken (1968–)        | Frederik X van Denemarken (1968–)        | Frederik X van Denemarken (1968–)        |                                          |                                          |                                             |                                             |                                             |                                             |                                             |                                             |                            |                            |                                         |                                         |                                          |                                          |                                          |                                          |                                          |                                          | Mary Donaldson (1972-)               | Mary Donaldson (1972-)               | Mary Donaldson (1972-)                         | Mary Donaldson (1972-)                         | Mary Donaldson (1972-)                         | Mary Donaldson (1972-)                         |                                                |                                                |                                 |                                 |                                   |                                   |                                   |                                   |                                   |                                   |                                      |                                      |                                      |                                      |                                      |                                      |                                      |                                      |  |  |  |  |  |  |  |  |  |  |  |  |  |  |  |  |  |  |  |  |  |  |  |  |  |  |  |  |  |  |  |  |  |  |  |  |  |  |  |  |  |  |  |  |  |  |
|                                         |                                         |                                                          |                                                          |                                                          |                                                          |                                                          |                                                          |                                         |                                         |                                         |                                         |                                         |                                         |                                      |                                      |                                          |                                          |                                          |                                          |                                          |                                          |                                          |                                          |                                             |                                             |                                             |                                             |                                             |                                             |                            |                            |                                         |                                         |                                          |                                          |                                          |                                          |                                          |                                          |                                      |                                      |                                                |                                                |                                                |                                                |                                                |                                                |                                 |                                 |                                   |                                   |                                   |                                   |                                   |                                   |                                      |                                      |                                      |                                      |                                      |                                      |                                      |                                      |  |  |  |  |  |  |  |  |  |  |  |  |  |  |  |  |  |  |  |  |  |  |  |  |  |  |  |  |  |  |  |  |  |  |  |  |  |  |  |  |  |  |  |  |  |  |
|                                         |                                         |                                                          |                                                          |                                                          |                                                          |                                                          |                                                          |                                         |                                         |                                         |                                         |                                         |                                         |                                      |                                      |                                          |                                          |                                          |                                          |                                          |                                          |                                          |                                          |                                             |                                             |                                             |                                             |                                             |                                             |                            |                            |                                         |                                         |                                          |                                          |                                          |                                          |                                          |                                          |                                      |                                      |                                                |                                                |                                                |                                                |                                                |                                                |                                 |                                 |                                   |                                   |                                   |                                   |                                   |                                   |                                      |                                      |                                      |                                      |                                      |                                      |                                      |                                      |  |  |  |  |  |  |  |  |  |  |  |  |  |  |  |  |  |  |  |  |  |  |  |  |  |  |  |  |  |  |  |  |  |  |  |  |  |  |  |  |  |  |  |  |  |  |
|                                         |                                         |                                                          |                                                          |                                                          |                                                          |                                                          |                                                          |                                         |                                         |                                         |                                         |                                         |                                         |                                      |                                      | Christian van Denemarken (2005-)         | Christian van Denemarken (2005-)         | Christian van Denemarken (2005-)         | Christian van Denemarken (2005-)         | Christian van Denemarken (2005-)         | Christian van Denemarken (2005-)         |                                          |                                          | Isabella van Denemarken (2007–)             | Isabella van Denemarken (2007–)             | Isabella van Denemarken (2007–)             | Isabella van Denemarken (2007–)             | Isabella van Denemarken (2007–)             | Isabella van Denemarken (2007–)             |                            |                            | Vincent van Denemarken (2011-)          | Vincent van Denemarken (2011-)          | Vincent van Denemarken (2011-)           | Vincent van Denemarken (2011-)           | Vincent van Denemarken (2011-)           | Vincent van Denemarken (2011-)           |                                          |                                          | Josephine van Denemarken (2011-)     | Josephine van Denemarken (2011-)     | Josephine van Denemarken (2011-)               | Josephine van Denemarken (2011-)               | Josephine van Denemarken (2011-)               | Josephine van Denemarken (2011-)               |                                                |                                                |                                 |                                 |                                   |                                   |                                   |                                   |                                   |                                   |                                      |                                      |                                      |                                      |                                      |                                      |                                      |                                      |  |  |  |  |  |  |  |  |  |  |  |  |  |  |  |  |  |  |  |  |  |  |  |  |  |  |  |  |  |  |  |  |  |  |  |  |  |  |  |  |  |  |  |  |  |  |